# Бруно Шулц
Бруно Шулц (Дрогобич, 12. јул 1892 — Дрогобич, 19. новембар 1942) био је пољски писац и књижевни критичар jеврејског порекла. Сматра се једним од великих стилиста прозе на пољском језику 20. века. Године 1938. је добио престижну награду Златни ловор коју додељује Пољска академија за књижевност. Неколико Шулцових дела изгубљено је у Холокаусту, укључујући кратке приче из раних 1940-их и његов последњи, недовршени роман Месија. Шулца је убио официр Гестапа 1942. године.

## Биографија
Шулц је рођен у Дрогобичу, који је историјски гледано био део Краљевине Пољске пре треће поделе, а данас је део Украјине. После Првог светског рата, Дрогобич је постао део Лавовског војводства. Бруно Шулц је био син трговца Јакуба и Хенријете Шулц (рођене Кухмеркер). У веома раном детињству развио је интересовање за уметност. Похађао је средњу школу Владислав Јагелон у Дрогобичу од 1902. до 1910. године, где је дипломирао са одличним успехом. Затим је студирао архитектуру на Лавовској политехници. Његове студије прекинула је болест 1911. године, али их је наставио 1913. након две године опоравка. Године 1917. кратко је студирао архитектуру у Бечу. На крају Првог светског рата, када је Шулц имао 26 година, Дрогобич је постао део новостворене Републике Пољске. Шулц се вратио у средњу школу Владислав Јагелон где је предавао занате и цртао од 1924. до 1941. године. Због запослења остао је у родном граду, иако није волео подучавање, очигледно је задржао посао само зато што му је то био једини извор прихода.
Шулц је развио своју изузетну машту у роју идентитета и националности: био је Јеврејин који је мислио и писао на пољском, течно је говорио немачки, уроњен у јеврејску културу. Инспирацију је црпео из специфичних локалних и етничких извора, гледајући ближе дому, стриктно посматрајући свет у целини. Избегавајући путовања, више је волео да остане у свом провинцијском родном граду, који је током његовог живота припадао или око кога су се бориле узастопне државе: Аустро-Угарска (1792–1919); краткотрајна Западноукрајинска Народна Република (1919); Друга пољска република (1919–1939); совјетска Украјина од инвазије на Пољску 1939. године; и, током операције Барбароса, нацистичка Немачка након немачког напада на Совјетски Савез 1941. године. Његови списи избегавају експлицитно помињање светских догађаја из тог временског периода.
Године 1939, након нацистичке и совјетске инвазије на Пољску у Другом светском рату, Дрогобич је био окупиран од стране Совјетског Савеза, пошто је припадао Совјетској сфери утицаја. У то време се знало да је Шулц радио на роману под називом Месија, али ниједан траг од рукописа није преживео његову смрт. Када су Немци покренули своју операцију Барбароса против Совјетског Савеза 1941. године, Шулц је био приморан да уђе у новоформирани Дрогобички гето заједно са хиљадама других прогнаних Јевреја, од којих је већина страдала у логору за истребљење Белзец пре краја 1942. године. Нацистички официр Феликс Ландау се, међутим, дивио Шулцовим уметничким делима и пружио му заштиту у замену за сликање мурала у његовој резиденцији у Дрогобичу. Дана 19. новембра 1942. године, убрзо након што је завршио посао, Шулц је ишао кући кроз „аријевску четврт“ са векном хлеба, када га је други официр Гестапоа, Карл Гинтер, упуцао пиштољем и убио га. Ово убиство је било освета што је Ландау убио Гинтеровог "личног Јеврејина", зубара по имену Лов. Након тога, Шулцов мурал је префарбан и заборављен, да би поново био откривен 2001. године.

## Књижевне референце и биографија
Роман Синтије Озик из 1987. године, Месија из Стокхолма, упућује на Шулцово недовршено дело. Главни протагониста у роману је Швеђанин који је убеђен да је Шулцов син и долази у посед онога за шта верује да је рукопис Шулцовог дела, Месија. Шулцов лик се поново појављује у роману "Види испод: Љубав" израелског романописца Давида Гросмана из 1989. године. У поглављу под насловом Бруно, приповедач замишља Шулца како се упустио у фантазмагоричну поморску пловидбу и на тај начин избегава смрт. Цео тај роман Гросман је описао као омаж Шулцу. У последњем поглављу романа Далека звезда аутора Роберта Болања из 1996. године, наратор чита из књиге под насловом Комплетна дела Бруна Шулца у бару док чека да детектив потврди идентитет нацистичког вође Карлоса Видера. Пољски писац и критичар Јежи Фицовски провео је шездесет година истражујући и откривајући Шулцове списе и цртеже. Његова студија објављена је у преводу на енглески језик 2003. године, а садржи два додатна поглавља у издању на пољском језику; једно је везано за Шулцовом изгубљено делп, Месију, а друго се тиче поновног откривања Шулцових мурала.